# سنگ‌لغزش

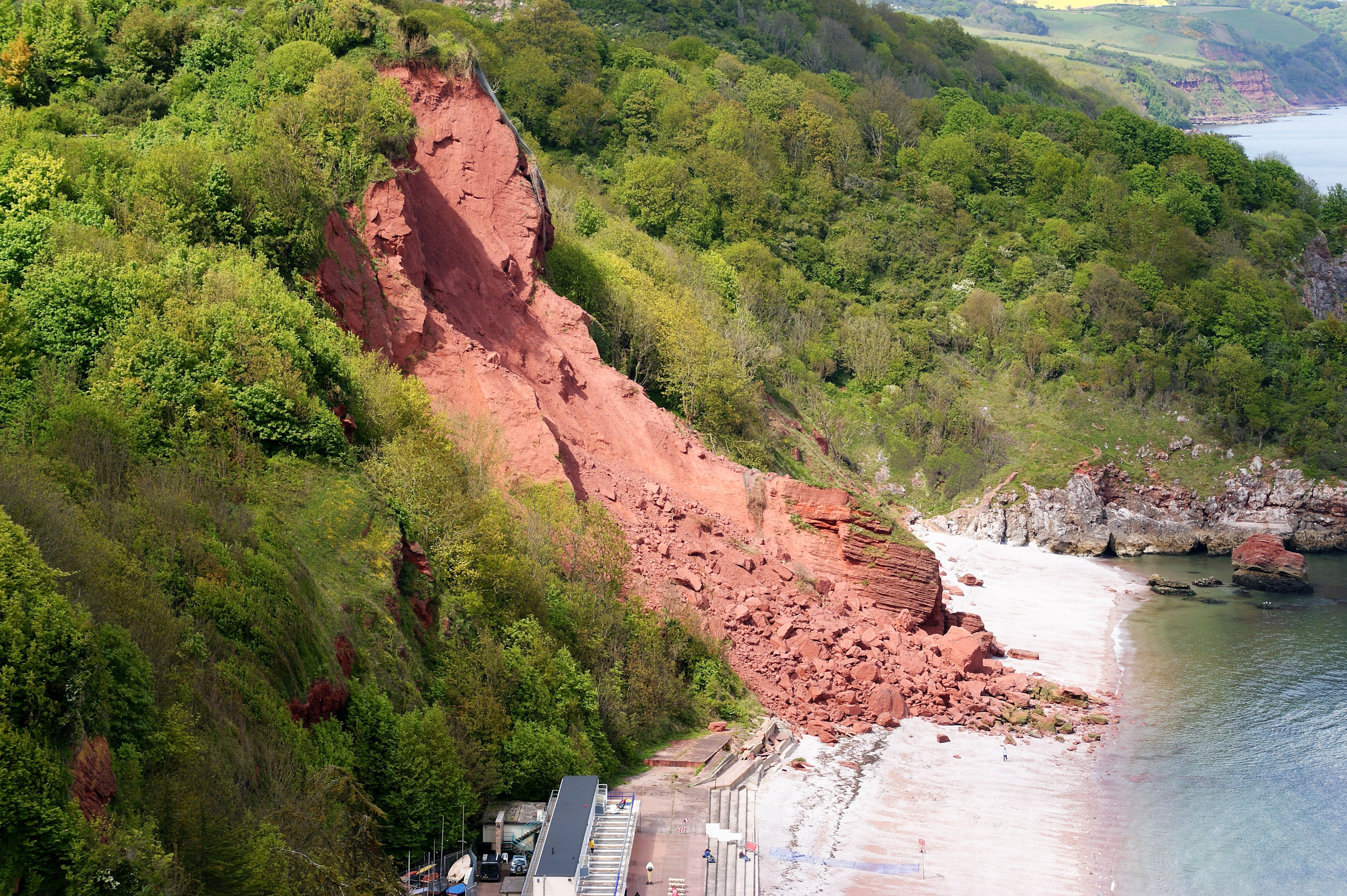
سنگ‌لغزش در ساحل آدیکامب، دِوِن، بریتانیا

سنگ‌لغزش یا سنگ‌لغزه (به انگلیسی: Rockslide) نوعی زمین‌لغزش است که بر اثر شکستگی در سنگ‌ها روی می‌دهد. در سنگ‌لغزش، بخشی از صفحهٔ شکستگی بر روی قسمت سالم سنگ می‌لغزد و مواد همگی با هم و نه به صورت قطعه قطعه فرو می‌ریزند. ریزش سریع سنگ یا نخاله رفتاری مشابه با بهمن برف دارد و اغلب به آن‌ها بهمن سنگ یا بهمن نخاله می‌گویند.